# Der Familienbenutzer
Der Familienbenutzer ist ein Zeichentrick-Sketch des deutschen Humoristen Loriot. Zu sehen ist darin ein Fernsehinterview, in dem die Leiterin eines Geschenkartikelunternehmens ihr neuestes Produkt, den Familienbenutzer, vorstellt. 
Der Zeichentrickfilm war in einer ersten Fassung erstmals im Dezember 1968 in der siebenten Folge der Sendereihe Cartoon zu sehen. Für die letzte Folge der Reihe Loriot, die im Dezember 1978 ausgestrahlt wurde, erstellte Loriot eine Neufassung. Gedruckt erschien der Text des Sketches erstmals 1971.

## Handlung
Der Trickfilm zeigt ein Interview zwischen dem Reporter Kurt Rösner und Frau Direktor Bartels, die laut eigener Aussage das führende Unternehmen der Geschenkartikelbranche leitet. Vorgestellt wird ihr neustes Produkt, der Familienbenutzer, von dem ein Exemplar zwischen den beiden auf dem Tisch liegt. Es hat eine gummiartige Konsistenz und erinnert in der Form an eine Brustwarze. Auf die Idee kam Bartels, weil niemand mehr wisse, was er zu Weihnachten verschenken solle. Sie charakterisiert den Familienbenutzer wie folgt: „Es ist ein Artikel, der schon durch seine gefällige Form anspricht, gell? Er ist formschön, wetterfest, geräuschlos, hautfreundlich, pflegeleicht, völlig zweckfrei und – gegen Aufpreis – auch entnehmbar. Ein Geschenk, das Freude macht, für den Herrn, für die Dame, für das Kind, gell?“ In der Folge kommt es zwischen Rösner und Bartels zu Verwirrung, weil Rösner das Wort Benutzer durch Verwender oder Gebraucher ersetzt. Als er fragt, ob man den Artikel auch im Freundeskreis verwenden könne, fühlt sich Bartels provoziert und macht selbst aus dem Benutzer einen Verwutzer. Danach bedankt sich Rösner und das Interview wird beendet. 

## Produktion und Veröffentlichung
Die erste Fassung des Trickfilms entstand für die Sendereihe Cartoon des Süddeutschen Rundfunks, die von Loriot moderiert wurde. Darin spricht Loriot den Fernsehreporter Rösner, Frau Bartels wird von einer Frau synchronisiert, deren Name nicht bekannt ist. Zu Beginn seiner Tätigkeit bei Cartoon produzierte Loriot seine Trickfilme mit einer vom Sender geliehenen Kamera, später kaufte er sich eine eigene. Mit welcher Kamera Der Familienbenutzer gefilmt wurde, ist nicht bekannt. Der Familienbenutzer wurde in der siebenten Cartoon-Folge gezeigt, die am 23. Dezember 1968 im Deutschen Fernsehen ausgestrahlt wurde. In seiner Ansage zum Film weist Loriot darauf hin, dass Heiligabend zwar erst am nächsten Tag ist, man sich aber schon jetzt Gedanken über ein Geschenk machen könne.
Für seine zweite, von Radio Bremen produzierte Sendereihe Loriot entstand eine neue Version von Der Familienbenutzer. Darin synchronisierte Loriot nun beide Figuren. Gezeigt wurde der Trickfilm in der sechsten und letzten Folge der Reihe, die am 7. Dezember 1978 im Deutschen Fernsehen ausgestrahlt wurde. Darin ist er in die Handlung von Weihnacht integriert. Dieser Sketch wird in dem Moment unterbrochen, in dem Opa Hoppenstedt den Fernseher einschaltet, und das Interview mit Frau Bartels ist zu sehen. Danach wird Weihnacht fortgesetzt. In Weihnachten bei Hoppenstedts, der 14. Folge der Neuschnittfassung von Loriot aus dem Jahr 1997, wurde Der Familienbenutzer in Weihnacht durch einen Trickfilm mit einem Knabenchor ersetzt, der ebenfalls bereits bei Cartoon zu sehen war.
1971 brachte Loriot das Buch Loriots Kleine Prosa heraus. Es enthielt unter anderem die Texte einiger Trickfilmsketche von Cartoon, darunter auch den von Der Familienbenutzer. Seitdem wurde er auch in andere Sammelbände aufgenommen.

## Analyse und Einordnung
In vielen von Loriots Trickfilmsketchen sind Interviews zu sehen. Der erste solche Trickfilm war Kaninchen, der in der fünften Folge von Cartoon gezeigt wurde. Darin interviewt Kurt Rösner einen Wissenschaftler. Loriot griff das Motiv immer wieder auf, mit Studiointerview und Der sprechende Hund waren zwei solche Trickfilme auch in der Sendereihe Loriot enthalten.
Der Familienbenutzer enthält eine sexuelle Komponente. Sie entsteht zum einen durch die Form und Konsistenz des Familienbenutzers, zum anderen aber auch durch das Gespräch. So sind laut dem Germanisten Stefan Neumann die Frage Rösners, ob man das Produkt auch im Freundeskreis benutzen kann, und Bartels Empörung über diese Frage sexuell zu verstehen. Solche Zweideutigkeiten sind häufig in Loriots Sketchen zu finden.

## Ausgaben (Auswahl)
Bildtonträger
- Loriots Vibliothek. Band 3: Familie Hoppenstedt oder eine Idylle. Warner Home Video, Hamburg 1984, VHS Nr. 3 (in Vertreterbesuch).
- Loriot – Sein großes Sketch-Archiv. Warner Home Video, Hamburg 2001, DVD Nr. 4 (als Teil von Loriot 14).
- Die vollständige Fernseh-Edition. Warner Home Video, Hamburg 2007, DVD Nr. 1 (Cartoon-Version).
- Die vollständige Fernseh-Edition. Warner Home Video, Hamburg 2007, DVD Nr. 4 (als Teil von Loriot VI).
- Die große Weihnachtsfilmedition. Box 2. Studio Hamburg, Hamburg 2012, DVD Nr. 1 (Ausschnitt aus Loriot VI).
- Loriot – Weihnachten bei Hoppenstedts. Studio Hamburg, Hamburg 2020, DVD (Teil von Loriot VI ohne Salamo-Konzert).
- Loriots große Trickfilmrevue. Salzgeber, Berlin 2023, DVD/Blu-ray.

Tonträger
- Loriots Heile Welt. Deutsche Grammophon, Hamburg, 1978, Schallplatte.
- Loriot. Litera, Ost-Berlin, 1988, Schallplatte.

Bücher
- Loriots Kleine Prosa. Diogenes, Zürich 1971, ISBN 3-257-01004-4, S. 16–17.
- Loriots Heile Welt. Diogenes, Zürich 1973, ISBN 3-257-01649-2, S. 37–38.
- Das Frühstücksei. Diogenes, Zürich 2003, ISBN 3-257-02081-3, S. 89–91.